# 小林みどり
小林 みどり（こばやし みどり、1951年1月 - ）は、日本の数学者（組合せ論・グラフ理論）。学位は、博士（理学）（慶應義塾大学・1991年）。長崎大学経済学部助教授、静岡県立大学経営情報学部教授、静岡県立大学経営情報学部学部長、静岡県立大学附属図書館館長などを歴任。

## 来歴

### 生い立ち
1951年生まれ。
お茶の水女子大学にて理学部数学科で数学を学んだ。同大学大学院の理学研究科にて修士課程を修了し、東京都立大学 (1949-2011)大学院の理学研究科にて博士課程に進んだ。1991年、慶應義塾大学より博士（理学）。

### 研究者として
長崎大学に採用され、経済学部にて講師、助教授を務めた。さらに、静岡県立大学に転じ、経営情報学部にて助教授、教授を務め、学部長にも就任した。2016年3月31日、静岡県立大学の経営情報学部と大学院経営情報イノベーション研究科の教授を退任した。

## 研究
専門は数学であり、グラフ理論など組合せ数学を中心とした研究を行っている。長崎大学経済学部や静岡県立大学経営情報学部では、これらの数学の諸分野の経済学や経営学への応用に取り組んだ。また、数学の専門書や論文も幾つか著している。

## 略歴
- 1951年 - 誕生。
- 1974年 - お茶の水女子大学理学部卒業。
- 1977年 - お茶の水女子大学大学院理学研究科修士課程修了。
- 1980年 - 東京都立大学大学院理学研究科博士課程単位取得満期退学。
- 1980年 - 長崎大学経済学部講師。
- 1984年 - 長崎大学経済学部助教授。
- 1989年 - サイモンフレーザー大学理学部客員助教授。
- 1988年 - 静岡県立大学経営情報学部助教授。
- 1994年 - 静岡県立大学経営情報学部教授。
- 2000年 - クイーンズランド大学物理学部客員教授。
- 2000年 - 静岡県立大学経営情報学部学部長（ -2004年）。
- 2013年 - 静岡県立大学附属図書館館長。

## 著作

### 単著
- 小林みどり著『文科系の応用数学入門』牧野書店、1996年。ISBN 4795201102
- 小林みどり著『文科系の応用数学入門』増補版、牧野書店、2005年。ISBN 4434059181

### 論文
- 小林みどり「A NOTE ON BULGARIAN SOLITAIRE」『経営と経済』第63巻第4号、長崎大学産業経営研究会、1984年3月、147-150頁、ISSN 02869101、NAID 40000834623。
- 小林みどり「VALID INEQUALITIES AND SUBADDITIVITY FOR INTEGER PROGRAMMING PROBLEMS」『経営と経済』第64巻第2号、長崎大学経済学会、1984年9月、97-105頁、ISSN 02869101、NAID 40000834632。
- 小林みどり「Valid Inequalities for Mixed Integer Programming Problems」『経営と経済』第65巻2・3、長崎大学経済学会、1985年10月、475-479頁、ISSN 02869101、NAID 40000834668。
- 小林みどり、喜安善市、中村義作「New perfect one-factorizations of complete graphs」『経営と情報――静岡県立大学・経営情報学部／学報』第3巻第1号、静岡県立大学経営情報学部、1991年3月、33-38頁、ISSN 0918-8215、NAID 110004614594。
- 小林みどり、中村義作「A Note on 4-Semiregular 1-Factorizations of the Complete Graph」『経営と情報――静岡県立大学・経営情報学部／学報』第5巻第1号、静岡県立大学、1993年1月、ISSN 0918-8215。
- 中村義作、小林みどり「直交多項式による時系列予測(1)(野田孜教授退任記念号)」『経営と情報――静岡県立大学・経営情報学部／学報』第6巻第2号、静岡県立大学、1994年3月、ISSN 0918-8215、NAID 110004614610。
- 中村義作、小林みどり「直交多項式による時系列予測(2)(山崎充教授追悼号)」『経営と情報――静岡県立大学・経営情報学部／学報』第7巻第1号、静岡県立大学、1995年1月、ISSN 0918-8215、NAID 110004614617。
- 中村義作、小林みどり「直交多項式による時系列予測(3)」『経営と情報――静岡県立大学・経営情報学部／学報』第7巻第2号、静岡県立大学、1995年3月、ISSN 0918-8215、NAID 110004614623。
- 小林みどり、中村義作「Exact coverings of 2-paths by Hamilton cycles for some graphs」『経営と情報――静岡県立大学・経営情報学部／学報』第8巻第1号、静岡県立大学、1995年12月、ISSN 0918-8215、NAID 110004615455。
- 中村義作、小林みどり「ロジスティック曲線の解析」『経営と情報――静岡県立大学・経営情報学部／学報』第8巻第1号、静岡県立大学、1995年12月、ISSN 0918-8215、NAID 110004615460。
- 小林みどり、喜安善市「完全1因子分解から誘導されるDudeney集合について(中村義作教授退任記念号)」『経営と情報――静岡県立大学・経営情報学部／学報』第8巻第2号、静岡県立大学、1996年3月、ISSN 0918-8215、NAID 110004614629。
- 小林みどり、喜安善市、林田侃「完全1因子分解から誘導されるDudeney集合について(II)」『経営と情報――静岡県立大学・経営情報学部／学報』第9巻第2号、静岡県立大学、1997年3月、ISSN 0918-8215、NAID 110004614641。
- 小林みどり、武藤伸明、喜安善市、ほか「黒色1因子とDudeney集合(大坪檀教授退任記念号)」『経営と情報――静岡県立大学・経営情報学部／学報』第11巻第1号、静岡県立大学、1998年11月、ISSN 0918-8215、NAID 110004614513。
- 小林みどり、武藤伸明、喜安善市、ほか「Another Construction of Dudeney Sets of K_(p+2)」『経営と情報――静岡県立大学・経営情報学部／学報』第13巻第1号、静岡県立大学、2000年12月、ISSN 0918-8215、NAID 110004614537。
- 小林みどり、喜安善市、中村義作「Double Dudeney sets for p^2+2 vertices」『経営と情報――静岡県立大学・経営情報学部／学報』第14巻第2号、静岡県立大学、2002年3月、ISSN 0918-8215、NAID 110006227310。
- 小林, みどり「オーストラリア研修記」『経営と情報 : 静岡県立大学・経営情報学部/学報』第13巻第2号、静岡県立大学、2001年3月、67-68頁、ISSN 0918-8215、NAID 110004614547。
- 小林みどり、武藤伸明、中村義作「Multiple Dudeney Sets」『経営と情報――静岡県立大学・経営情報学部／学報』第14巻第2号、静岡県立大学、2002年3月、ISSN 0918-8215、NAID 110006227311。
- 碇朋子、岩崎邦彦、大平純彦、小林みどり「経営情報学部教育プログラムにおける情報・コンピュータ教育の役割」『経営と情報――静岡県立大学・経営情報学部／学報』第14巻第2号、静岡県立大学、2002年3月、ISSN 0918-8215、NAID 110006227314。
- 小林みどり、中村義作「Perfect 1-Factorizations of Complete Bipartite Graphs」『経営と情報――静岡県立大学・経営情報学部／学報』第15巻第2号、静岡県立大学、2003年3月、ISSN 0918-8215、NAID 110004614559。
- ゴヴィエット・クインユン、小林みどり、大平純彦、ほか「世界各国の経済社会発展の多変量解析」『経営と情報――静岡県立大学・経営情報学部／学報』第16巻第2号、静岡県立大学、2004年3月、ISSN 0918-8215、NAID 110004614572。
- 小林みどり、高野加代子「入学者数予測と合格者数決定について」『経営と情報――静岡県立大学・経営情報学部／学報』第16巻第2号、静岡県立大学、2004年3月、ISSN 0918-8215、NAID 110004614573。
- 大平純彦、小林みどり「グラフ理論による企業系列の構造分析」『経営と情報――静岡県立大学・経営情報学部／学報』第18巻第1号、静岡県立大学、2005年11月、ISSN 0918-8215、NAID 40007237177。
- 槫松直樹、大平純彦、小林みどり、ほか「大学進学者の都道府県間の移動分析」『経営と情報――静岡県立大学・経営情報学部／学報』第18巻第2号、静岡県立大学、2006年3月、ISSN 0918-8215、NAID 40007324166。
- 勝矢光昭、小林みどり、福田宏、ほか「学生満足度調査の結果とその分析」『経営と情報――静岡県立大学・経営情報学部／学報』第19巻第2号、静岡県立大学、2006年11月、ISSN 0918-8215、NAID 110006391909。
- 小林みどり、宮内美樹、武藤伸明、中村義作「アダマール行列の一般化とその応用」『経営と情報――静岡県立大学・経営情報学部/学報』第21巻第2号、静岡県立大学、2009年3月、15-27頁、ISSN 09188215、NAID 110007172466。
- Akiyama, Jin; Ito, Hiro; Kobayashi, Midori; Nakamura, Gisaku (2011). “Arrangements of n Points Whose Incident-Line-Numbers Are at Most n /2”. Graphs and Combinatorics 27 (3):  321-26. OCLC 712698134.
- 力石照山、小林みどり、武藤伸明、中村義作「Magic Squares with Powered Sum」『経営と情報――静岡県立大学・経営情報学部/学報』第24巻第1号、静岡県立大学、2011年11月、15-20頁、ISSN 0918-8215、NAID 110009461531。